# Lastreopsis perrieriana
Lastreopsis perrieriana är en träjonväxtart som först beskrevs av Carl Frederik Albert Christensen, och fick sitt nu gällande namn av J. P. Roux. Lastreopsis perrieriana ingår i släktet Lastreopsis och familjen Dryopteridaceae. Inga underarter finns listade.